# NGC 2786
NGC 2786 је спирална галаксија у сазвежђу Рак која се налази на NGC листи објеката дубоког неба.
Деклинација објекта је + 12° 26' 26" а ректасцензија 9h 13m 35,5s. Привидна величина (магнитуда) објекта NGC 2786 износи 12,8 а фотографска магнитуда 13,7. NGC 2786 је још познат и под ознакама UGC 4861, MCG 2-24-2, CGCG 62-8, ARAK 197, IRAS 09108+1238, PGC 26008.